# 셀마 스쿤메이커

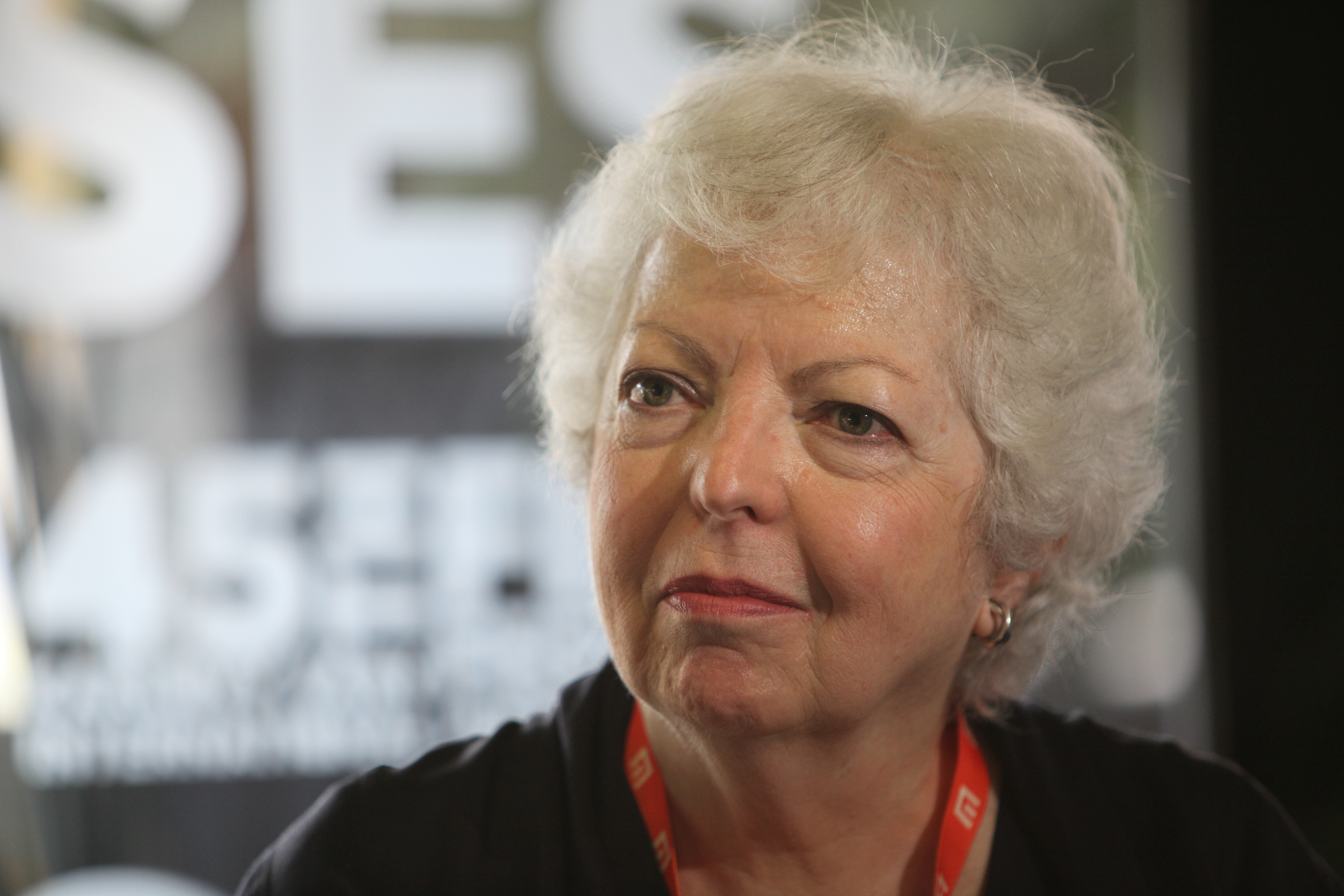

셀마 스쿤메이커(영어: Thelma Schoonmaker, 1940년 1월 3일 ~ )는 미국의 영화 편집자로, 미국 영화 편집자 협회의 회원이다. 아카데미 편집상에 7번 후보로 올랐으며, 3번 수상하였다. 모두 마틴 스코세이지 감독 작품이다.